# 태양은 노랗게 타오른다 (영화)
《태양은 노랗게 타오른다》(영어: Half of a Yellow Sun)는 2013년 나이지리아의 역사 드라마 영화로, 치마만다 응고지 아디치에의 동명 소설을 원작으로 한다. 비아프라 전쟁을 배경으로 두 자매의 이야기를 다룬다. 비이 반델레가 제작 전반을 지휘했으며, 추이텔 에지오포, 탠디 뉴턴, 오니에카 온웨누, 애니카 노니 로즈, 존 보예가가 출연한다. 2013년 토론토 국제 영화제에 출품되었다.

## 출연진
- 추이텔 에지오포 - 오데니그보
- 탠디 뉴턴 - 올라나
- 애니카 노니 로즈 - 케인
- 오니에카 온웨누 - 오데니그보 엄마
- 제너비브 은나지 - 아데바요 부인
- 존 보예가 - 우그우